# Стробери (округ Марин, Калифорнија)
Стробери (енгл. Strawberry, Marin County) насељено је место без административног статуса у америчкој савезној држави Калифорнија.

## Демографија
По попису из 2010. године број становника је 5.393, што је 91 (1,7%) становника више него 2000. године.
| Група             | 2000.         | 2010.         |
| Белци             | 4.267 (80,5%) | 4.106 (76,1%) |
| Афроамериканци    | 106 (2,0%)    | 115 (2,1%)    |
| Азијати           | 483 (9,1%)    | 589 (10,9%)   |
| Хиспаноамериканци | 253 (4,8%)    | 352 (6,5%)    |
| Укупно            | 5.302         | 5.393         |